# Daniel Elahi Galán
Daniel Elahi Galán Riveros (Bucaramanga, 18 juni 1996) is een Colombiaans tennisser.

## Carrière
Galán maakte zijn profdebuut in 2015 en won zijn eerste challeger in 2018. In 2020 won hij zijn tweede challenger en nam deel aan de Australian Open waar hij in de eerste ronde strandde tegen Alejandro Tabilo. Hij nam ook deel aan Roland Garros dat jaar waar hij achtereenvolgens Cameron Norrie en Tennys Sandgren versloeg maar hij verloor in de derde ronde van eerste reekshoofd Novak Djokovic. In 2021 verloor hij in de eerste ronde op Roland Garros en in de tweede ronde op Wimbledon waar hij verloor van Lorenzo Sonego. Hij nam in 2021 ook deel aan de uitgestelde Olympische Zomerspelen waar hij de tweede ronde wist te bereiken.
In 2022 won hij zijn derde en vierde challenger en bereikte de derde ronde op Wimbledon. Hij versloeg Dominik Köpfer en ging met een walk-over in de tweede ronde dankzij een positieve coronatest van tegenstander Roberto Bautista Agut door naar de derde ronde. In de derde ronde verloor hij in drie sets van de Amerikaan Brandon Nakashima. Hij bereikte ook op de US Open de derde ronde. Hij versloeg in de eerste ronde het als vierde gerankte reekshoofd Stéfanos Tsitsipás om daarna te winnen van Jordan Thompson maar verloor in de derde ronde van Alejandro Davidovich Fokina.

## Palmares
| Legenda                       | Legenda               |
| ----------------------------- | --------------------- |
| Grand Slam                    |                       |
| Olympische Spelen             |                       |
| tot 2009                      | vanaf 2009            |
| Tennis Masters Cup            | ATP Finals            |
| ATP Masters Series            | ATP Tour Masters 1000 |
| ATP International Series Gold | ATP Tour 500          |
| ATP International Series      | ATP Tour 250          |

### Enkelspel
| Nr.                  | Datum            | Toernooi      | Ondergrond | Tegenstander in finale     | Score         | Details |
| -------------------- | ---------------- | ------------- | ---------- | -------------------------- | ------------- | ------- |
| gewonnen challengers |                  |               |            |                            |               |         |
| 1.                   | 22 juli 2018     | San Benedetto | Gravel     | Sergio Gutiérrez Ferrol    | 6-2, 3-6, 6-2 |         |
| 2.                   | 29 november 2020 | Lima          | Gravel     | Thiago Agustin Tirante     | 6-1, 3-6, 6-3 |         |
| 3.                   | 23 januari 2022  | Concepción    | Gravel     | Santiago Rodríguez Taverna | 6-1, 3-6, 6-3 |         |
| 4.                   | 17 april 2022    | Sarasota      | Gravel     | Steve Johnson              | 7-6, 4-6, 6-1 |         |

## Resultaten grote toernooien
| Legenda | Legenda                          |
| ------- | -------------------------------- |
| g.t.    | geen toernooi gehouden           |
| l.c.    | lagere categorie                 |
| –       | niet deelgenomen                 |
| G       | uitgeschakeld in de groepsfase   |
| 1R      | uitgeschakeld in de eerste ronde |
| 2R      | uitgeschakeld in de tweede ronde |
| 3R      | uitgeschakeld in de derde ronde  |
| 4R      | uitgeschakeld in de vierde ronde |
| KF      | uitgeschakeld in de kwartfinale  |
| HF      | uitgeschakeld in de halve finale |
| F       | de finale verloren               |
| W       | het toernooi gewonnen            |
| w-v     | winst/verlies-balans             |

### Enkelspel
| toernooi          | 2020 | 2021 | 2022 |
| ----------------- | ---- | ---- | ---- |
| Australian Open   | 1R   | –    | –    |
| Roland Garros     | 3R   | 1R   | –    |
| Wimbledon         | –    | 2R   | 3R   |
| US Open           | –    | –    | 3R   |
| titels per jaar   | 0    | 0    | 0    |
| eindejaarsranking | 115  | 111  |      |